# Жамеледдін Лімам
Жамеледдін Лімам (фр. Jameleddine Limam, араб. جمال ليمام, нар. 11 червня 1967, Туніс) — туніський футболіст, що грав на позиції півзахисника, зокрема за національну збірну Тунісу.

## Клубна кар'єра
У дорослому футболі дебютував 1986 року виступами за команду «Стад Тунізьєн», в якій провів два сезони.
1988 року був запрошений до бельгійського «Стандарда» (Льєж). У своєму першому сезоні в Європі мав регулярну ігрову практику і в 21 матчі бельгійської першості відзначився шістьма голами. Утім вже наступного сезону користувався значно меншою довірою тренерського штабу і отимав суттєво менше ігрового часу, а по його завершенні перебрався до німецького «Айнтрахта» (Брауншвейг), же провів один рік. 
У 1991–1993 роках грав за саудівський «Аль-Іттіхад», після чого повернувся на батьківщину, де протягом наступних десяти років грав за  «Стад Тунізьєн» та «Клуб Африкен». 

## Виступи за збірні
1985 року залучався до складу молодіжної збірної Тунісу.
1988 року захищав кольори олімпійської збірної Тунісу. У складі цієї команди провів 3 матчі і був учасником футбольного турніру на Олімпійських іграх 1988 року в Сеулі.
Раніше, у 1987 році дебютував в офіційних матчах у складі національної збірної Тунісу.
У складі збірної був учасником Кубка африканських націй 1994 року в Тунісі та Кубка африканських націй 1996 року в ПАР, де разом з командою здобув «срібло».
Загалом протягом кар'єри у національній команді, яка тривала 12 років, провів у її формі 54 матчі, забивши 4 голи.

## Титули і досягнення
- Срібний призер Кубка африканських націй: 1996